# Metapenaeus krishnatrii
Metapenaeus krishnatrii är en kräftdjursart som beskrevs av R.A. Silas och Muthu 1976. Metapenaeus krishnatrii ingår i släktet Metapenaeus och familjen Penaeidae. Inga underarter finns listade i Catalogue of Life.